# 1956 în informatică
- 1955 în informatică — 1956 în informatică — 1957 în informatică

1956 în informatică a însemnat o serie de evenimente noi notabile: